# دوکه‌وی
دوکه‌وی (انگلیسی: DokeV، کره‌ای: 도깨비) یک بازی ویدئویی اکشن-ماجراجویی جهان باز است که در حال حاضر توسط شرکت کره‌ای پرل ابیس توسعه داده می‌شود. این بازی حول محور شخصیت‌هایی است که در حال جستجوی موجوداتی به نام دوکه‌بی هستند؛ این موجودات قدرت خود را از رویاهای مردم می‌گیرند و شخصیت‌ها، که کودکان هستند، ماجراهایی را با هم طی می‌کنند.

## توسعه
دوکه‌وی در حال حاضر توسط شرکت کره‌ای پرل ابیس در حال توسعه است. دائل کیم بنیانگذار این شرکت به عنوان تهیه‌کنندهٔ اجرایی و سانگ‌یانگ کیم، که انیماتور اصلی کویر سیاه آنلاین بود، به عنوان تولیدکننده اصلی مشغول به کار هستند.

## تاریخچه
- ۷ نوامبر، ۲۰۱۹ - عنوان دوکه‌وی برای اولین بار نشان داده شد.
- ۱۴ نوامبر، ۲۰۱۹ - تریلر اعلام رسمی برای اولین بار اعلام شد.[۱]
- ۲۵ اوت، ۲۰۲۱ - اولین تریلر گیم پلی دوکه‌وی در گیمزکام در افتتاح شب زنده ۲۰۲۱ نمایش داده شد.[۲]

## موسیقی متن
آهنگ کی-پاپ تریلر با نام «ROCKSTAR» توسط آهنگساز گروه دخترانه ایتزی نوشته شده‌است.

## یادداشت
1. ↑  Kim Daeil
2. ↑  Sangyoung Kim
3. ↑  Dokkaebi